# Conservateur régional des monuments historiques
Pour les articles homonymes, voir CRMH.
Le conservateur régional des Monuments historiques (CRMH) est, en France, une personne qui dirige la conservation régionale des Monuments historiques. 
Le conservateur régional des Monuments historiques est souvent un conservateur du patrimoine de spécialité monuments historiques, ou un architecte urbaniste de l'État, de spécialité patrimoine. Il peut être assisté d'un ou plusieurs conservateurs régionaux des monuments historiques adjoints, recrutés dans les mêmes corps.
Il est maître d'ouvrage en matière de monuments historiques appartenant à l'État, à l'exception des travaux réalisés sur les monuments et sites confiés en gestion au Centre des monuments nationaux.